# Amt Oder-Welse
Amt Oder-Welse – istniejący w latach 1992–2022 niemiecki urząd leżący w kraju związkowym Brandenburgia, we wschodniej części powiatu Uckermark. Siedziba urzędu znajdowała się w miejscowości Pinnow.
W skład urzędu w momencie likwidacji wchodziły cztery gminy wiejskie:
1. Berkholz-Meyenburg
2. Mark Landin
3. Passow
4. Pinnow

1 stycznia 2021 gmina Schöneberg została przyłączona do miasta Schwedt/Oder, która stała się automatycznie jego dzielnicą. Ustawą z 24 marca 2022 brandenburski Landtag postanowił o zniesieniu urzędu, co nastąpiło 19 kwietnia tego samego roku.